# 2-е Никольское (Касторенский район)
2-е Нико́льское — деревня в Касторенском районе Курской области России. Входит в состав Лачиновского сельсовета.

## География
Деревня находится в восточной части Курской области, в лесостепной зоне, в пределах юго-западной части Среднерусской возвышенности, к северу от железнодорожной ветки Курск — Воронеж, на расстоянии примерно 17 км (по прямой) к западу-северо-западу (WNW) от посёлка городского типа Касторное, административного центра района. Абсолютная высота — 214 м над уровнем моря.
Климат
Климат характеризуется как умеренный, со среднегодовой температурой воздуха +5,1 °C и среднегодовым количеством осадков 547 мм.
Часовой пояс
Деревня 2-е Никольское, как и вся Курская область, находится в часовой зоне МСК (московское время). Смещение применяемого времени относительно UTC составляет +3:00.

## Население
| 1859 | 2002 | 2010 |
| ---- | ---- | ---- |
| 433  | ↘44  | ↘6   |

Гендерный состав
По данным Всероссийской переписи населения 2010 года, в гендерной структуре населения мужчины составляли 83,3 %, женщины — соответственно 16,7 %.
Национальный состав
Согласно результатам переписи 2002 года, в национальной структуре населения русские составляли 100 % из 44 чел.